# Maria Teresa Beccari
Pour les articles homonymes, voir Beccari.
Maria Teresa Beccari (née le 26 juin 1950 et morte le 7 mai 2020)  est une femme politique saint-marinaise, maire de la ville de Saint-Marin du 13 décembre 2009 au 31 octobre 2018.
Elle est élue après la répétition des élections locales du 7 juin 2009 en novembre pour la municipalité de la ville de Saint-Marin.
Aux élections locales saint-marinaises de 2014, sa liste, nommée Continuité et Innovation, obtient 52.9% des voix et elle est donc réélue. Elle démissionne le 31 octobre 2018 et est remplacée par Tomaso Rossini.
Beccari meurt le 7 mai 2020 à l'âge de 69 ans des suites d'une longue maladie. Elle est enterrée le 12 mai.